# 柯利斯·威廉姆森
柯利斯·威廉姆森（英語：Corliss Williamson，1973年12月4日—），美国NBA联盟前职业篮球运动员。